# Dicranocephalus agilis

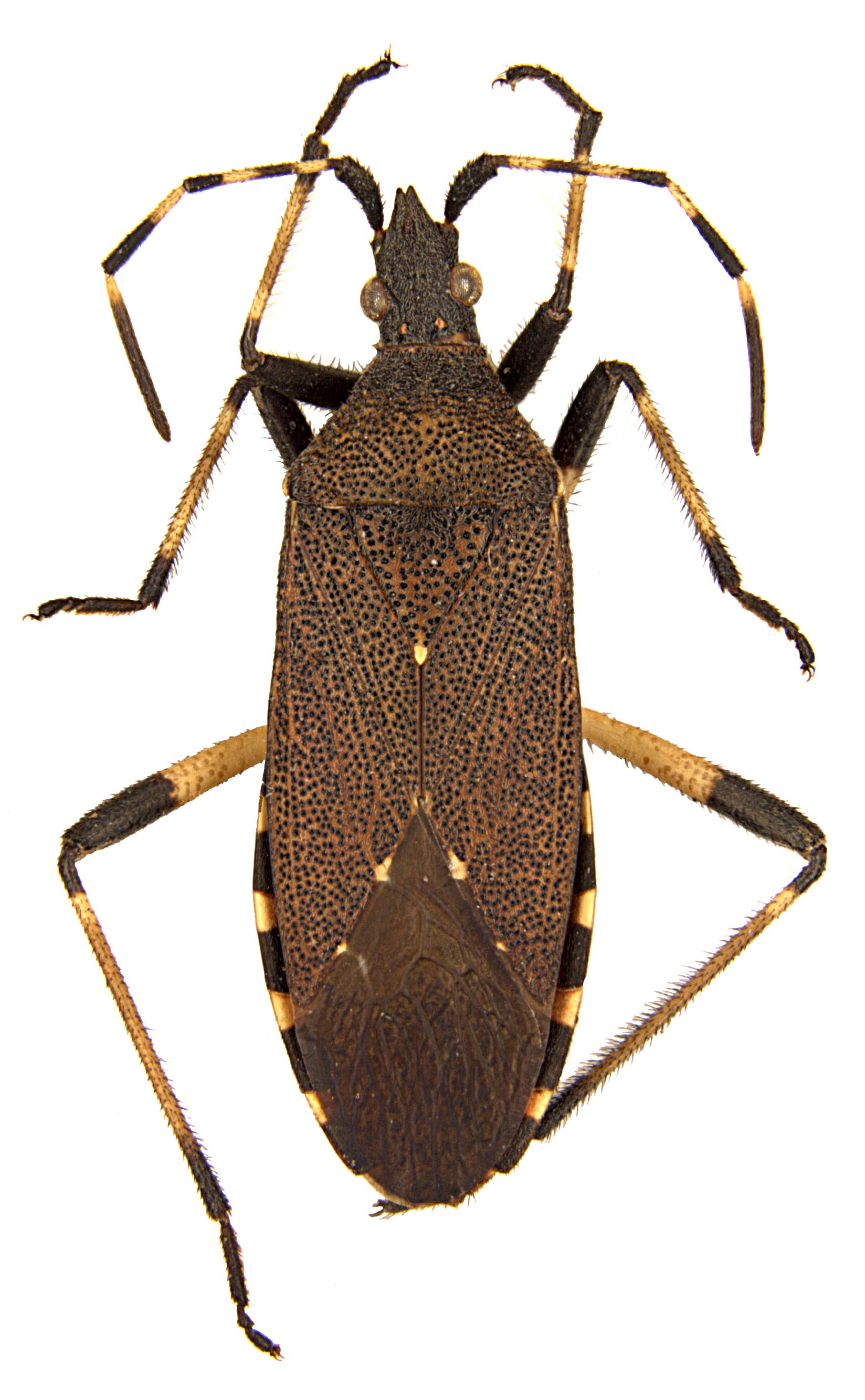
Präparat

Dicranocephalus agilis, auch Große Wolfsmilchwanze genannt, ist eine Wanze aus der Familie der Stenocephalidae.

## Merkmale
Die Wanzen werden 11,2 bis 13,5 Millimeter lang. Die braun gefärbten Tiere mit beiger Musterung sind schwer von Dicranocephalus medius und Dicranocephalus albipes zu unterscheiden, werden allerdings etwas größer als Dicranocephalus medius und haben einen langgestreckteren Körper. Von Dicranocephalus albipes unterscheiden sich die beiden anderen Arten durch feine Knötchen zwischen den Flügeladern auf den Membranen der Hemielytren. Bei Dicranocephalus albipes sind diese Zwischenräume komplett glatt. Dicranocephalus medius und Dicranocephalus agilis kann man anhand der Färbung des ersten Glieds ihrer Fühler unterscheiden. Bei ersterer Art befindet sich innen ein schmaler schwarzer Ring, auf den ein mittelgroßer weißer, ein bräunlicher und wiederum ein mittelgroßer weißer Ring folgt. Am Ende des ersten Fühlergliedes befindet sich schließlich ein breiter schwarzer Ring, sodass die Färbung insgesamt ungleichmäßig erscheint. Bei Dicranocephalus agilis folgen auf das erste Fühlerglied nach einem schmalen schwarzen Ring zwei gleich große weiße und schwarze Ringe, sodass die Fühler gleichmäßig gefärbt wirken.

## Verbreitung und Lebensraum
Die Art ist von Nordafrika über den Mittelmeerraum bis in den Süden Skandinaviens und der Britischen Inseln und östlich bis nach China verbreitet. Sie ist in Mitteleuropa weit verbreitet und ist dort die häufigste Art ihrer Familie. Im nordwestdeutschen Tiefland ist sie aber nur vereinzelt verbreitet. In Großbritannien ist die Art selten und auf Sanddünen im Süden und Südwesten beschränkt. Besiedelt werden trockene, warme, offene Lebensräume.

## Lebensweise
Die Tiere ernähren sich von Wolfsmilch (Euphorbia), besonders von Zypressen-Wolfsmilch (Euphorbia cyparissias). Sie leben überwiegend am Boden, können bei hohen Temperaturen aber auch auf den Nahrungspflanzen und fliegend beobachtet werden. Früh im Jahr, am Anfang der Paarungszeit findet man die Imagines aber auch anderen Pflanzen; auch an Gehölzen. Die Weibchen legen ihre Eier im Mai und Juni einzeln an den Blütenständen der Nahrungspflanzen ab. Adulte Tiere der neuen Generation findet man ab Mitte August, selten auch früher. Daneben können Nymphen noch bis in den Herbst auftreten. Pro Jahr wird in der Regel nur eine Generation ausgebildet. Es ist jedoch unklar, ob im August beobachtete Paarungen auf eine zweite Generation hindeuten, oder die Paarung hier noch vor der Überwinterung erfolgt.

## Belege